# كاثرين بولارد
كاثرين بولارد (بالإنجليزية: Catherine Pollard)‏ هي قائدة كشفية أمريكية، ولدت في 25 يونيو 1918، وتوفيت في 11 ديسمبر 2006.